# Chrysosplenium giraldianum
Chrysosplenium giraldianum är en stenbräckeväxtart som beskrevs av Adolf Engler. Chrysosplenium giraldianum ingår i släktet gullpudror, och familjen stenbräckeväxter. Inga underarter finns listade i Catalogue of Life.